# Metropol-Theater (Berlin-Mitte)
Das Metropol-Theater im Berliner Ortsteil Mitte war ein bekanntes Revue- und Operettentheater, das ab 1892 als heiteres Operettentheater in verschiedenen Gebäuden auftrat und bis 1998 existierte.

## Geschichte der Spielstätten

### 1890er bis nach dem Ersten Weltkrieg

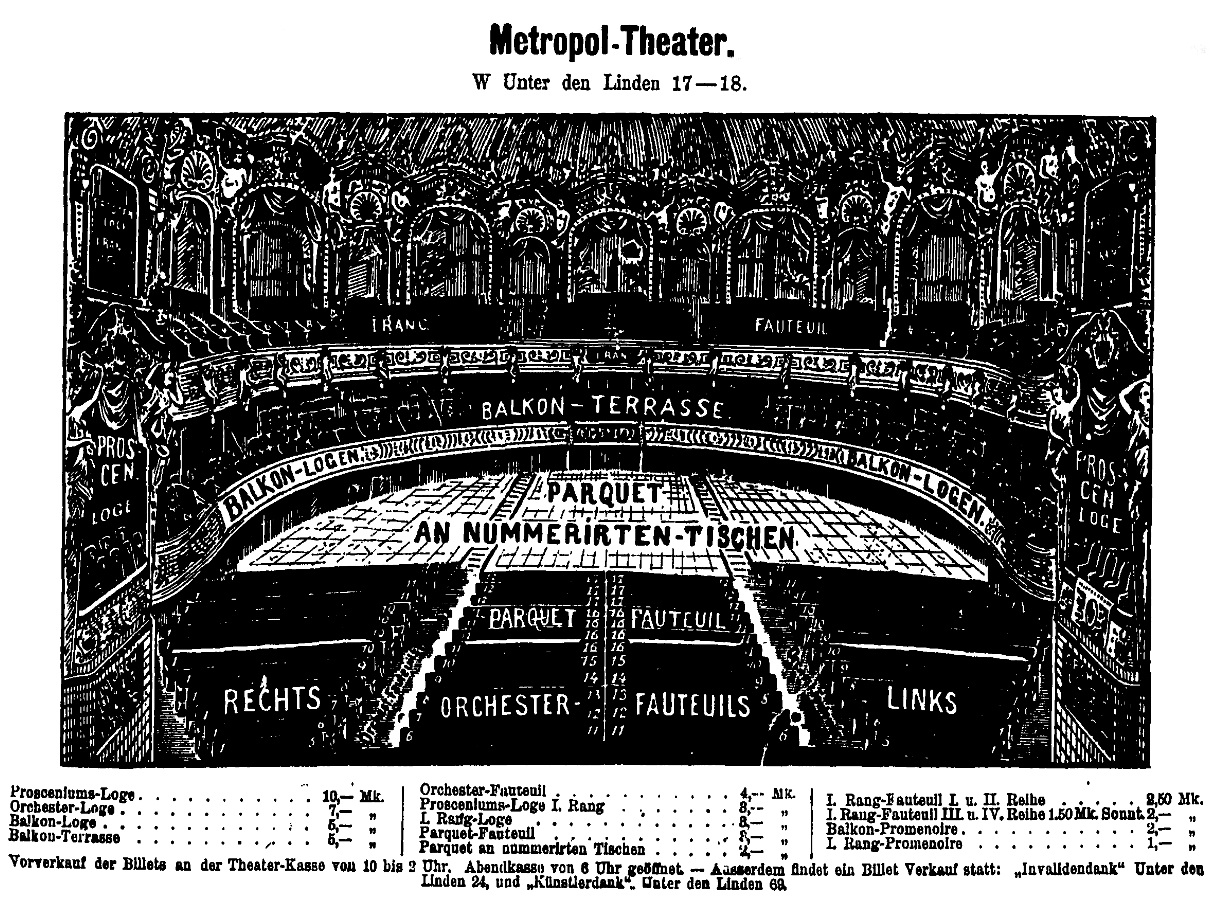
Sitzplan und Preisübersicht des Metropol-Theaters, 1900

Die erste Spielstätte (1892–1944) des Theaters befand sich in einem nach Plänen des Architekturbüros Fellner & Helmer errichteten Theaterbau in der Behrenstraße 55–57. Sie trug bis Ende der 1890er Jahre den Namen Theater Unter den Linden. Das neue Theater diente dem gut betuchten Berliner Bürgertum sowie dem Adel als musikalisches Unterhaltungsetablissement. Das Theatergebäude wurde im Berliner Adressbuch mit folgender Beschreibung als Sehenswürdigkeit hervorgehoben: „Das Theater von Fellner u. Holmer (recte: Helmer) erbaut und mit großem Luxus ausgestattet; es zeigt in der Front eine reich mit Figuren und Ornamenten geschmückte Sandsteinfassade. Es fasst zirka 2600 Personen. Die durch das ganze Gebäude gehende sog. Lindengalerie verbindet Behrenstraße mit Unter den Linden.“

### 1945 bis 1998
Im März 1945 zerstörten Bomben das Theatergebäude in der Behrenstraße bis auf den Zuschauerraum, der erhalten blieb und ab 1947 der Komischen Oper diente.
In der 1949 gegründeten DDR entstand das Metropol-Theater neu, es wurde in einem Saal des Kinos Colosseum in der Schönhauser Allee untergebracht. Franz Lehárs Operette Paganini war die erste Nachkriegspremiere.
Die letzte Spielstätte des Metropol-Theaters war ab 1955 der 1911 in der Nähe vom Bahnhof Friedrichstraße in der Friedrichstraße 101 eröffnete Admiralspalast. Er wurde in der Folge mehrfach an andere Eigentümer weiterverkauft und präsentiert seit 2006 unter ihrem ursprünglichen Namen weiterhin heitere Kunst.

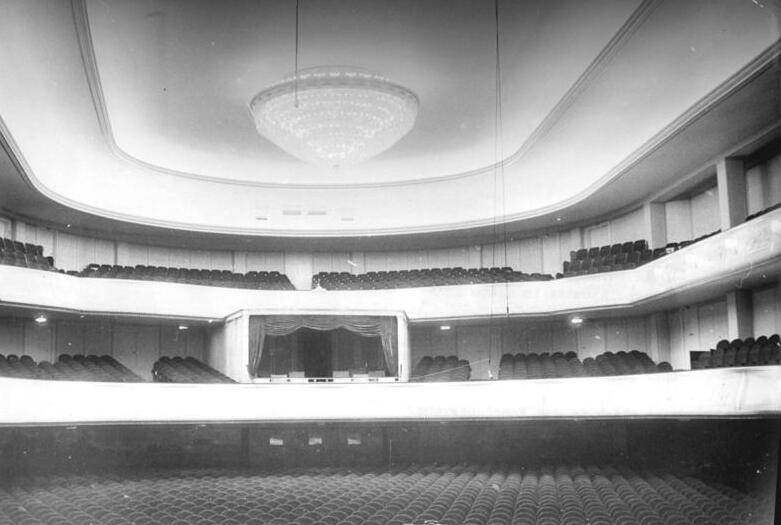
Zuschauerraum nach dem Umbau des Admiralspalasts (Dezember 1955)
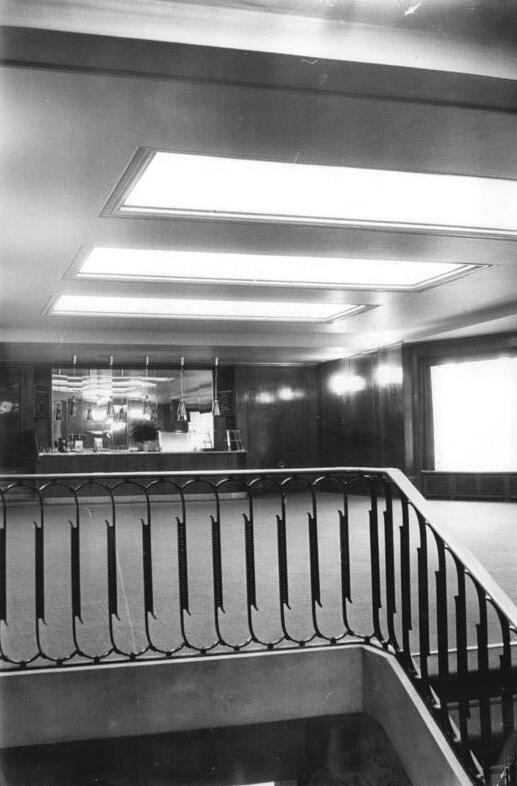
Foyer (1955)
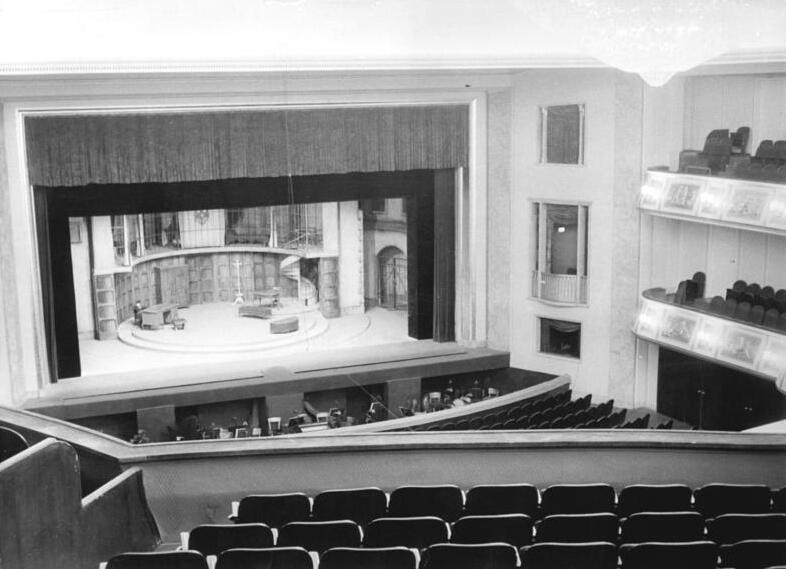
Bühne (1955)

Von 1955 bis 1984 war das Haus des Metropol-Theaters auch Auftrittsort des Berliner Sinfonie-Orchesters.

## Geschichte des Theaters

### 1892 bis 1923

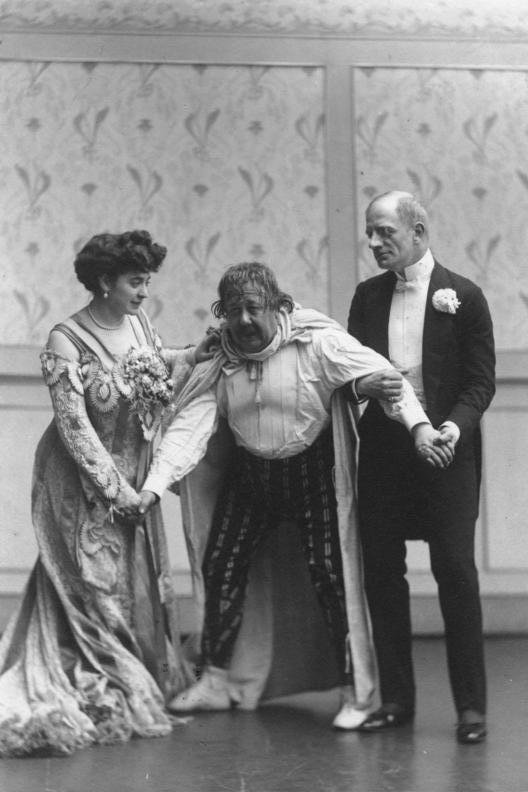
Fritzi Massary (links) in der Operette Maxim, 1904

Im Jahr 1892 eröffnete Richard Schultz ein heiteres Theater für die heitere Muse in der Behrenstraße 55–57 und nannte es ab Anfang der 1900er Jahre Metropol-Theater. Auf dem Spielplan standen Revuen und andere Werke der leichten Muse mit bekannten Künstlern wie Lizzi Waldmüller, Richard Tauber und Fritzi Massary. Für das Metropol-Theater lieferten in jener Zeit vor allem Komponisten wie Paul Lincke, Jean Gilbert, Rudolf Nelson und Victor Hollaender die Musik.
Eine erste wirtschaftliche Krise erlebte das Metropol während der Inflation Anfang der 1920er Jahre. So berichtete die Vossische Zeitung im Januar 1921: „Das Metropoltheater hat sein letztes Geschäftsjahr mit einem Fehlbetrage von rund 350.000 Mark [kaufkraftbereinigt in heutiger Währung: rund 172.000 Euro] abgeschlossen. Wie uns jetzt unser Wiener Korrespondent mitteilt, dürfte das Theater von dem Castiglioni-Konzern übernommen werden, der schon eine Reihe von Theatern in Wien, Warschau und Mailand aufgekauft hat.“

### Die Goldenen Zwanziger: 1924–1933

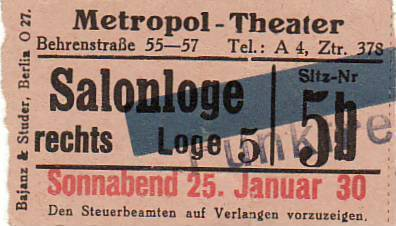
Eintrittskarte aus dem Jahr 1930

In den Goldenen Zwanziger Jahren entwickelte sich das Metropol-Theater zu einer weltbekannten Operettenbühne, die auch neuartige Musik aus den USA mit gastierenden Ensembles spielte. Doch eine nächste Pleite kam infolge des Schwarzen Freitags von 1929, als die erste Weltwirtschaftskrise ihren Anfang nahm. Die Direktoren wechselten nun sehr oft; zuletzt leitete seit 1928 Fritz Friedmann-Frederich das Theater, der bereits 1919 künstlerischer Leiter und Oberregisseur des Theaters geworden war. Er setzte auf leichte Muse und große Namen wie Käthe Dorsch und Richard Tauber. Ein weiterer Konkurs erfolgte 1933, als der Theaterkonzern der Gebrüder Fritz und Alfred Rotter zusammenbrach.

### Zeit des Nationalsozialismus: 1933–1945
In der Zeit des Nationalsozialismus lief der Betrieb des Metropol-Theaters wieder wie zuvor weiter, jedoch durften jüdische Ensemblemitglieder wie an allen deutschen Bühnen nicht mehr auftreten, so Gitta Alpar, Fritzi Massary, Richard Tauber und Rosa Valetti. Die Aufführung der Operetten von Jacques Offenbach, Leo Fall, Emmerich Kálmán, Leon Jessel, Paul Abraham und Rudolf Nelson wurde verboten. Das Programm des Theaters war durch das gespielte Genre unpolitisch, die Nazis erkannten diese Unterhaltungskultur als nützlich für ihre Zwecke. Seit 1934 fungierte hier Werner Schmidt-Boelcke als Erster Kapellmeister. Eine neue, inzwischen vergessene Generation junger Komponisten trat an die Stelle der alten, wie  Fred Raymond mit den Operetten Ball der Nationen und Maske in Blau sowie Ludwig Schmidseder mit den Operetten Die oder Keine und Frauen im Metropol. Das Metropol-Theater büßte aber langsam seinen alten, fast feudalen Glanz ein, der drohende Zweite Weltkrieg drückte, anders als 1914, auf die Stimmung der Vergnügungswilligen. Ende 1944 wurde der Betrieb des Theaters nach der Premiere von Will Meisels Revue Wiedersehn macht Freude aufgrund der alliierten Luftangriffe auf Berlin eingestellt.

### Nachkriegszeit: 1945–1990
Nach Zerstörungen des Hauses in der Behrenstraße am Ende des Zweiten Weltkriegs blieb nur ein Gebäudeteil stehen und konnte weiter genutzt werden, ging aber bald an die neu gegründete Komische Oper. Für die sich nach dem Krieg wieder zusammenfindenden Schauspieler des Metropol fand sich zunächst als provisorische Spielstätte das Kino Colosseum, ab 1955 der Admiralspalast. Neben der Aufführung klassischer Operetten gab es im Programm auch bekannte Broadway-Musicals wie My Fair Lady, Sweet Charity, Annie Get Your Gun, Kiss Me, Kate, Hello, Dolly! (mit Gisela May) und Cabaret, aber auch DDR-spezifische Werke, wie Messeschlager Gisela oder Mein Freund Bunbury.
Das Metropol-Theater avancierte so zur führenden Unterhaltungsmusikbühne der DDR, was insbesondere seinem langjährigen Intendanten Hans Pitra zu verdanken war. Höhepunkt der theoretischen und praktischen Bemühungen um das heitere Musiktheater der DDR war eine Festwoche 1974, die Kurt Damies maßgeblich mit initiierte. Damies, von 1960 bis 1993 Chefdramaturg des Metropol-Theaters, sowie die Dramaturgen Otto Schneidereit und Rainer Northmann versuchten eine Verbindung der alten Operettentradition mit der Entwicklung zu DDR-spezifischen Formen von Operette und Musical.

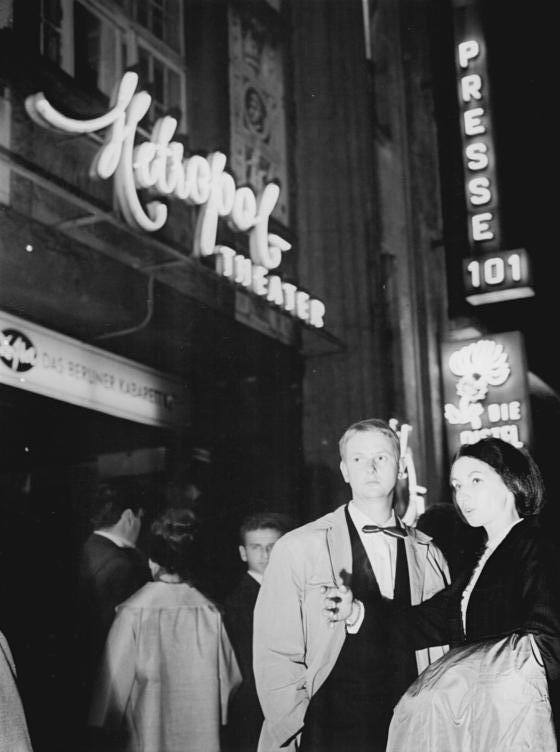
Friedrichstraße vor dem Metropol-Theater am 8. Oktober 1966

Am Metropol-Theater gelangten Werke von Herbert Kawan, Guido Masanetz, Gerhard Kneifel, Gerhard Siebholz, Rudi Werion, Eberhard Schmidt, Conny Odd, Jochen Allihn und Wilhelm Licht zur Uraufführung.
Der 1984 neu eröffnete Neue Friedrichstadtpalast machte dem Metropol-Theater zunächst keine Konkurrenz, er diente in erster Linie dazu, aufwendig inszenierte personalintensive Musikrevuen, Shows und Gastspiele zu zeigen.
Nach dem Tod Hans Pitras übernahm Gerd Natschinski von 1978 bis 1981 die Leitung des Hauses. Ihm folgte bis 1990 Peter Czerny.

### Umbruch 1989/1990 und seine Folgen
Nach der politischen Wende geriet das Metropol-Theater in finanzielle Schwierigkeiten, verursacht durch die Subventionspolitik des Berliner Senats, die im Kulturbereich andere Prioritäten zugunsten der drei Berliner Opernhäuser setzte. Trotzdem wurde es wegen der relativen unpolitischen Aufführungen vom Senat nicht abgewickelt, sondern es wurde sogar ein neuer Intendant berufen: Werner P. Seiferth, der bis 1996 im Amt verblieb.
Mehrere Investoren, die das insolvente Haus übernehmen wollten (u. a. eine Gruppe um den damaligen Leiter des Deutschen Theaters München, Kurt Plapperer) lehnte der Senat ab, da er grundsätzlich nicht bereit war, das Metropol-Theater weiterhin zu subventionieren und das denkmalgeschützte historische Gebäude des Admiralspalastes zu renovieren. Die letzte Intendanz unter dem Opernsänger René Kollo scheiterte 1998, das Ensemble wurde aufgelöst.

## Totgesagte leben länger: Neubeginn im Jahr 2006
Nach einigen ungewissen Jahren hatte der Senat entschieden, das Haus als Kulturstandort zu erhalten, und es zum Verkauf ausgeschrieben. Falk Walter, Betreiber der Arena Berlin wurde zusammen mit vier weiteren Gesellschaftern Eigentümer. Die neuen Eigner ließen den gesamten Gebäudekomplex außen und innen denkmalgerecht sanieren und eröffneten das neue Admiralspalast Theater am 11. August 2006 mit der Premiere von Brechts Dreigroschenoper. Weitere Räumlichkeiten sind eine Studiobühne und Konzert- und Galerieräume 101. So wurde die Operetten-/Musicaltradition und die leichte Muse seit 2006 am historischen Ort wieder belebt.
Überblick der seit 2006 gebotenen Aufführungen, meist von Gastensembles:
- Konzert von Jan Delay
- Konzert von Stomp
- Theatercompany Familie Flöz
- Max Raabes Palastrevue
- Helge Schneider
- Der kleine Prinz
- Slava’s Snowshow
- Slampoetry-Show Lokalrunde
- Improvisationstheater Theatersport Berlin
- Comedy Cavewoman
- The Bar at Buena Vista
- Johannes Heesters mit einem Medley aus Anlass seines 104. Geburtstages
- Swing Royal
- Ute Lemper und Meret Becker mit Cabaret
- My Fair Lady (Eigenproduktion)
- The Rocky Horror Show
- Konzerte von Rufus Wainwright, Thomas D und Death Cab for Cutie
- Swan Lake